# Pelusios subniger
Pelusios subniger là một loài rùa trong họ Pelomedusidae. Loài này được Lacépède mô tả khoa học đầu tiên năm 1789.

## Hình ảnh

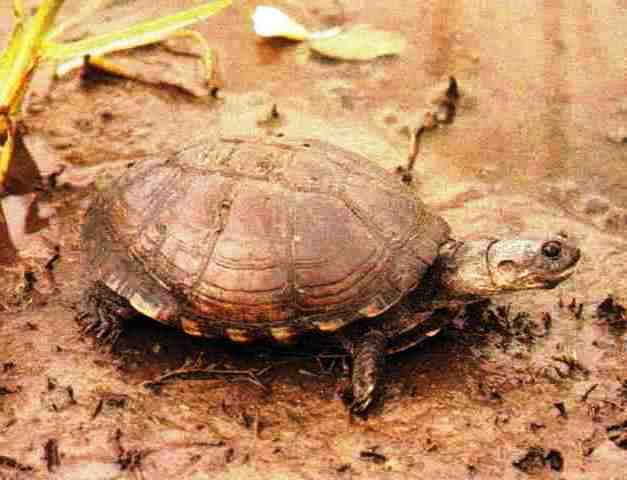